# Serapicos (Valpaços)
Serapicos est une paroisse civile (en portugais : freguesia) rattachée à la municipalité portugaise de Valpaços, et située dans le district de Vila Real et la région Nord.
On compte 325 habitants (2001) pour une superficie de 11,61 km².